# Boronka-melléki Tájvédelmi Körzet

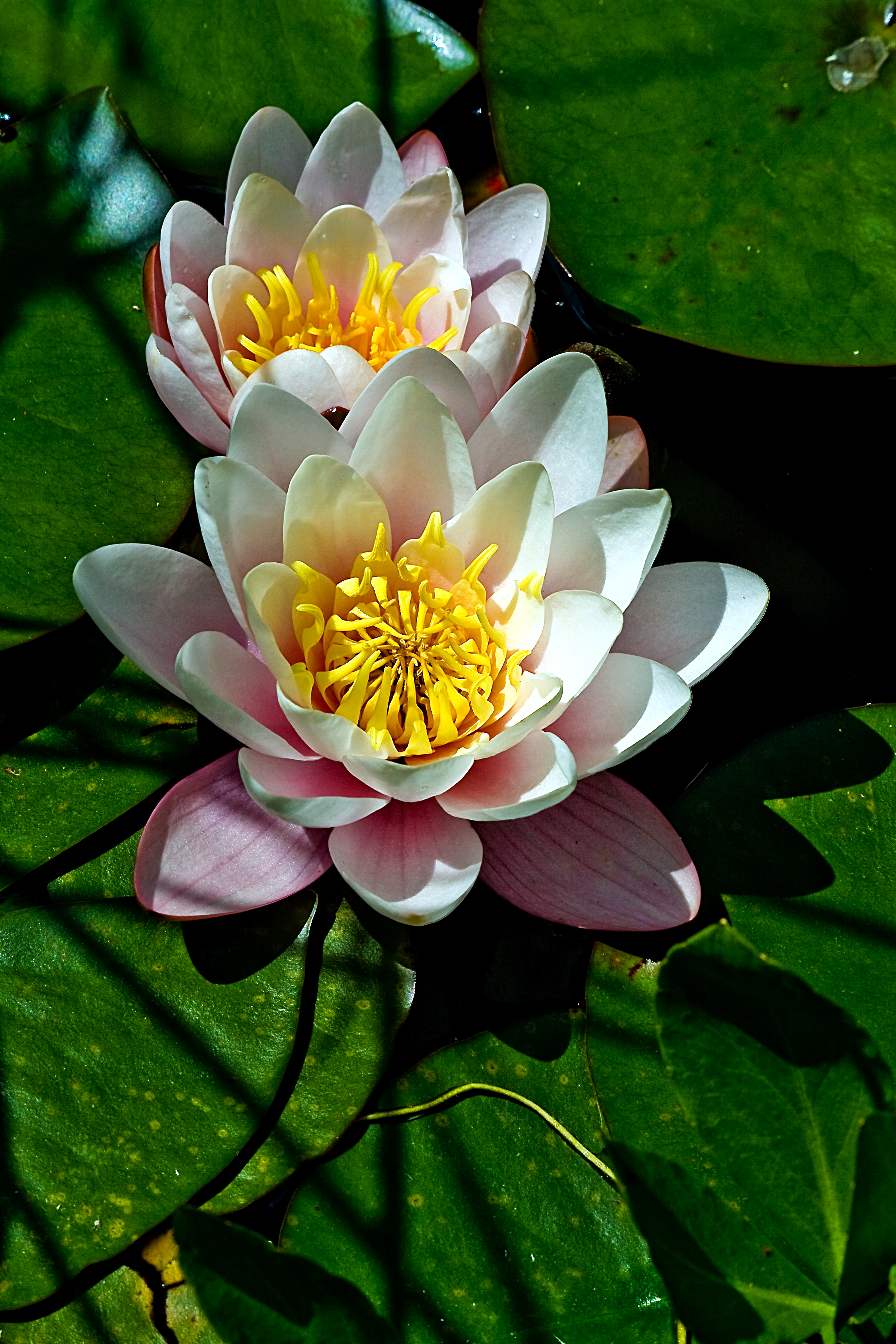
Fehér tündérrózsa, az egyik fokozottan védett növényfaj a Tájvédelmi Körzet területén

A Boronka-melléki Tájvédelmi Körzet a Duna–Dráva Nemzeti Park Igazgatóság kezelésébe tartozik. A tájvédelmi körzet területe 7546 hektár, ebből szigorúan védett 965 hektár.

## Fekvése
A tájvédelmi körzet a Dunántúli-dombvidék nagy tájának a nyugati felében a Belső-Somogy középtájon helyezkedik el. A 68-as és a 61-es főút mentén közelíthető meg. A közelben található nagyobb települések: Marcali, Mesztegnyő, Somogyfajsz, Böhönye és Nagybajom.

## Jellemzői
A területen az első világháború után a Hunyadiak létrehozták a gazdasági kisvasutat, kialakították a halastórendszert és bevezették a tervszerű erdőgazdálkodást. A nagyrészt erdők borította, vízfolyások szabdalta, halastavak tarkította tájvédelmi körzet háborítatlanságában az is közrejátszott, hogy a németek 1944-ben háromszoros aknazárat telepítettek a területre melyet 1956-ig folyamatosan szervezett aknaszedő alakulatok semlegesítettek. Az erdőben ismét éledeznek a hajdani puszták; Cserfekvés, Virágospuszta, Szőkepuszta, Háromház, Kopárpuszta, Kakpuszta. A mozaikos felépítésű tájvédelmi körzet a kevésbé jól művelhető területeken még fennmaradt társulásokat próbálja a jövőnek átmenteni. Ezek a kis területek refugiumként (ökológiai menedékként) maradtak fenn, és koncentráltan mutatják be azokat a társulásokat, ma már ritka, nem egyszer reliktum növényfajokat.

## Kialakulása
A Boronka-mellék homokhátságát az évezredek folyamán erre járó folyók – legjelentősebb mértékben az Duna – által lerakott hordalék alakította, amiből az északi szél általában észak–déli irányú kis, alig kiemelkedő dombokat formált, közöttük a mai napig kisebb-nagyobb vízfolyások járnak (legjelentősebb Boronka- és az Aranyos-patak). A patakok a dombok között ki-kiszélesednek, a lefolyástalan területeken tavacskákat, mocsárréteket, lápos területeket, égerlápokat alkotva. A terület víztartalékait tovább növeli, hogy a Boronka-patak visszaduzzasztásával több halastavat is kialakítottak.

## Növény- és állatvilág

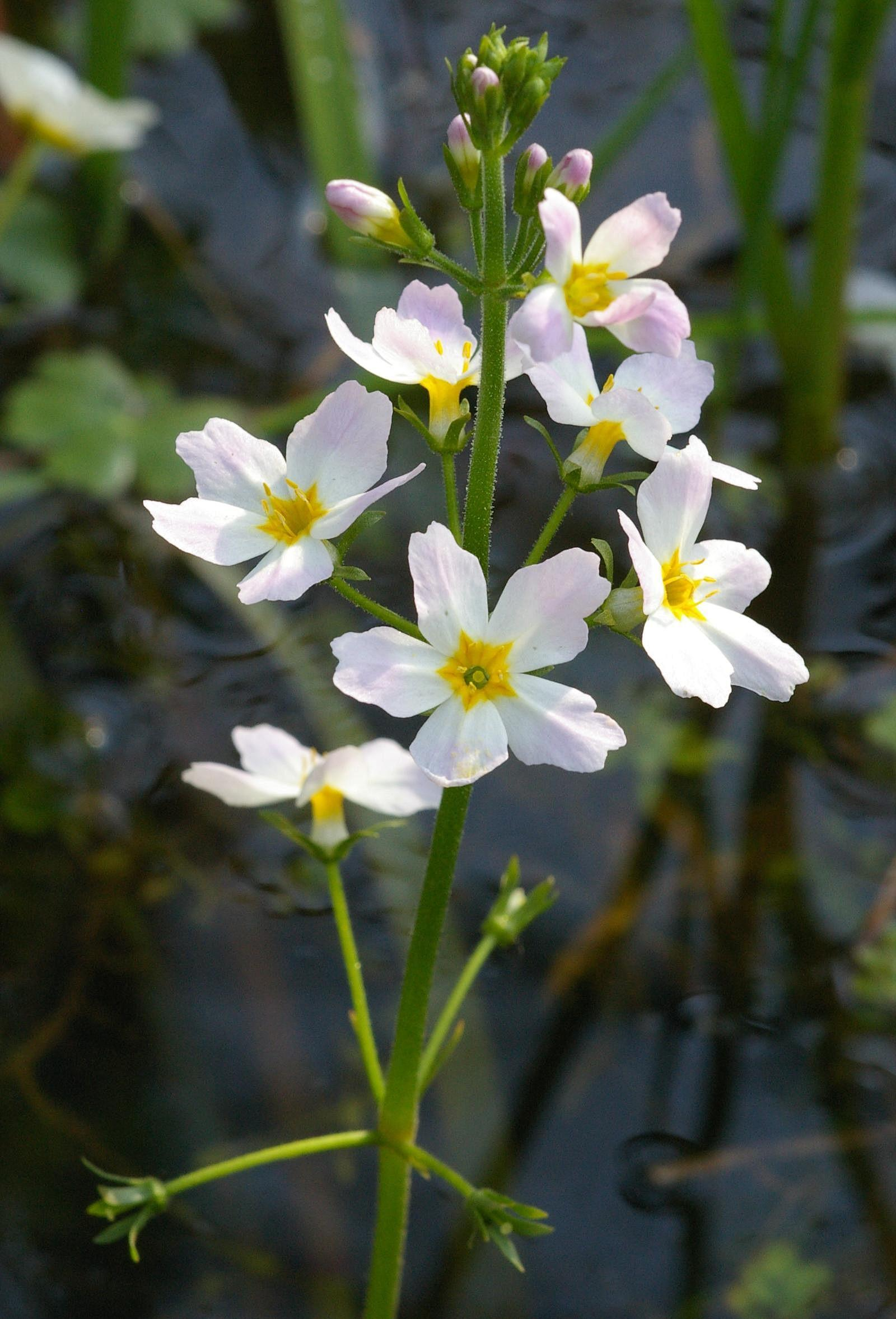
Békaliliom

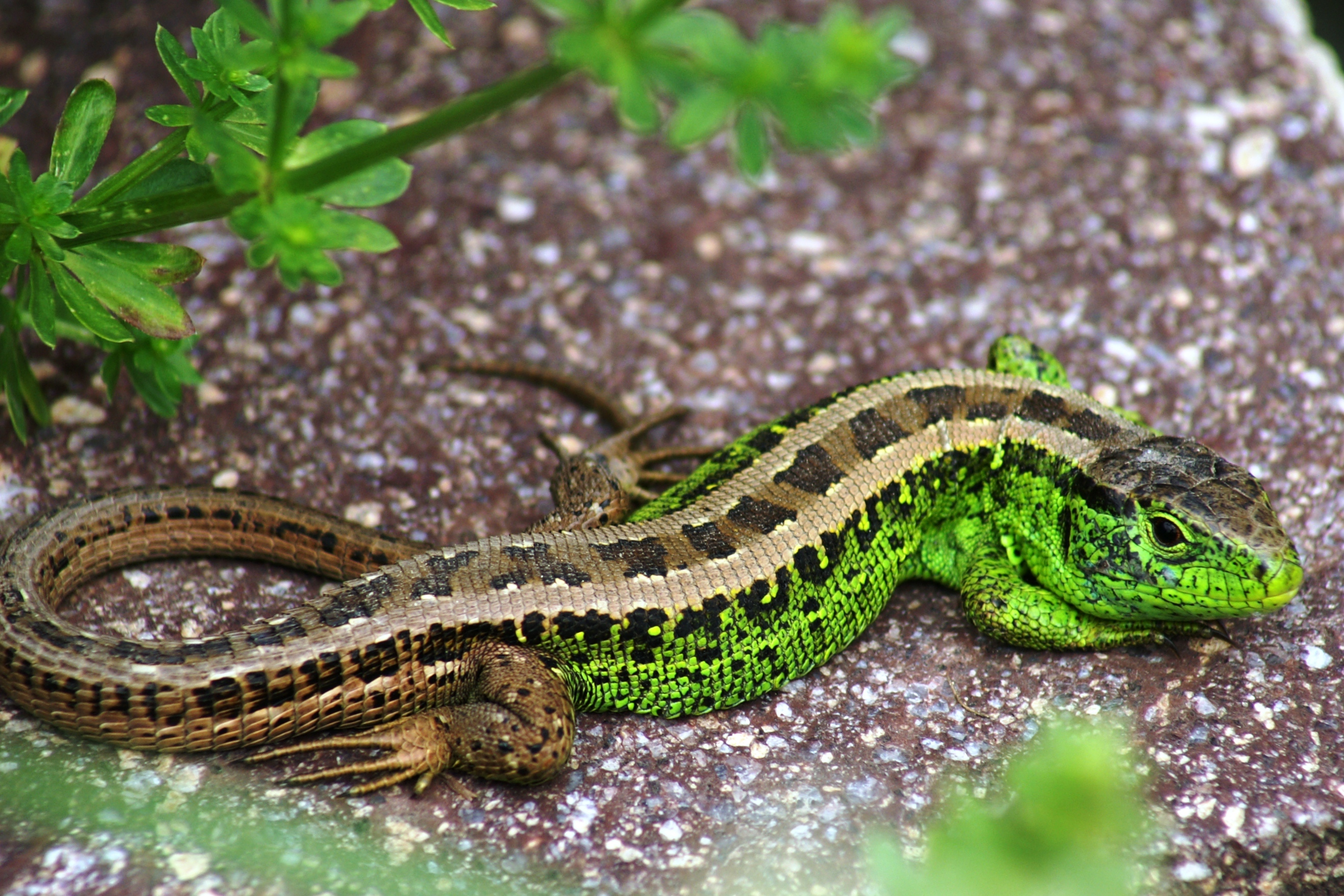
Fürge gyík

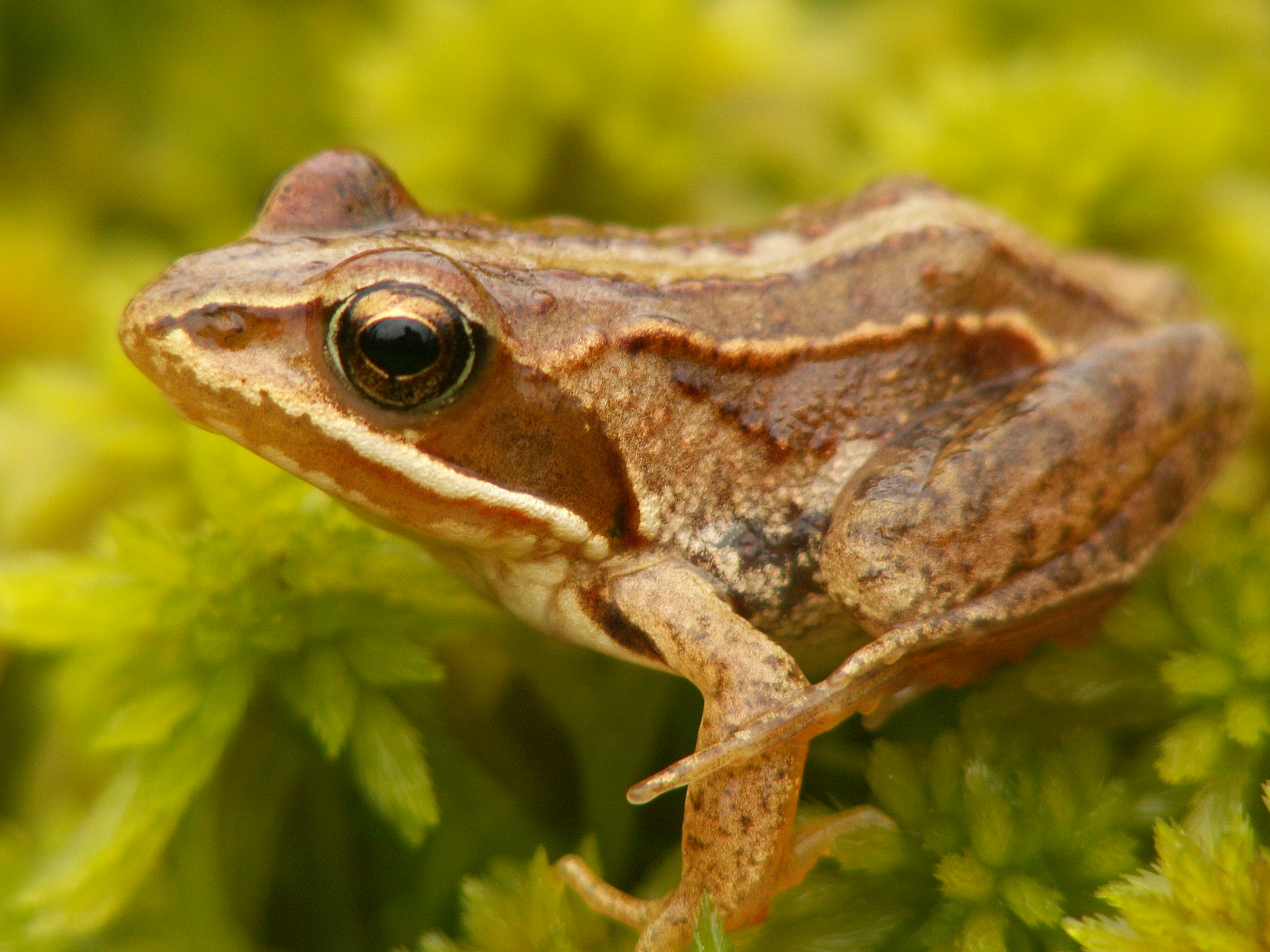
Mocsári béka

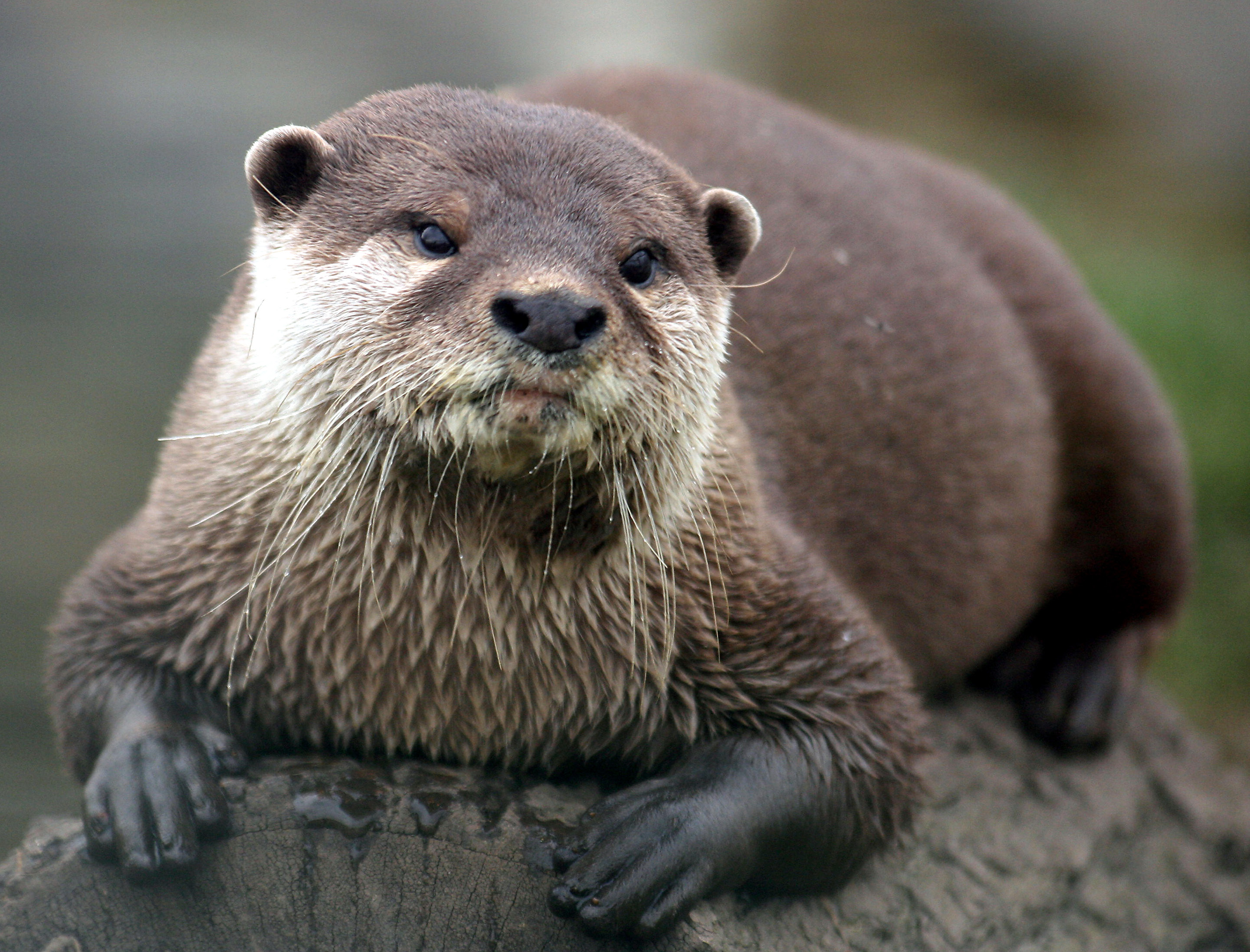
Vidra

A tájvédelmi körzet területén a lápoktól a száraz homoki gyepekig a legkülönbözőbb növénytársulások képviselve vannak. Mindez a homoktalajok sajátos vízgazdálkodási viszonyaival magyarázható. A pangóvizes mélyedésekben láprétek, fűz- és égerlápok találhatók. A mozgó vizű területeket ezzel szemben égerligetek, helyenként, tölgy-kőris-szil ligeterdők kísérik. Az üde vízgazdálkodású talajokon gyertyános-tölgyesek húzódnak, ezeket néhol szigetszerű bükkösök tarkítják. A legmagasabb, legszárazabb termőhelyeket cseres-tölgyesek borítják, míg ezek irtásain másodlagosan száraz homoki gyepek – elsősorban legelők – jöttek létre. A tájvédelmi körzet legjellemzőbb tájképi elemei a vízfolyások felduzzasztásával létesített halastavak láncolata, amelyeket üde erdők szegélyeznek. Területén eddig közel 50 védett növényfajt mutattak ki. Közülük a legfigyelemreméltóbbak az állóvizek hínárnövényei között a békaliliom és a fehér tündérrózsa. Az égerlápok aljnövényzetében helyenként tömeges a tavaszi tőzike, az üde gyertyános-tölgyesekben és a telepített erdei fenyvesekben a karéjos és díszes vesepáfrány, a mocsárrétek szélein a sárga sásliliom, a cseres tölgyesekben a kakasmandikó.
A nedves környezetben az élőhelyek nagyszámú kétéltűnek és hüllőnek biztosítják a létfeltételeket. A kétéltűek közül 12 faj figyelhető meg a területen, többek között az éjszaka mozgó barna ásóbéka és a hosszú lábú mocsári béka melynek hímjei a nászidőben kék színűvé válnak. Sekélyebb vizekben gyakori, de tavasszal tócsákban is él a pettyes gőte. A hüllők közül jellemző a mocsári teknős, amely a vidék állóvizeit és mocsarait lakja és a fürge gyík amelynek vörös hátú változata is él a területen. A kígyók közül általánosan elterjedt a vízisikló, ritkábban fordul elő a rézsikló. A madarak közül kiemelkedő jelentőséggel bír az itt költő rétisas és fekete gólya populáció. Népes állományt alkot a cigányréce, míg a fokozottan védett haris és törpe vízicsibe csak a nedvesebb években marad vissza a fészkelési időszakban. Az utóbbi évtizedekben jelent meg és állandó szaporodó népességet alkot az aranysakál. Itt él a Dunántúl talán legéletképesebb vidra állománya is.

## Külső hivatkozások
- A Duna–Dráva Nemzeti Park honlapja
- A Duna–Dráva Nemzeti Park honlapja - a Boronka-melléki TK leírása
- A Boronka-melléki TK a Vendégvárón